# 南开大学员工子弟小学
南开大学员工子弟小学，前身1946年南开大学返回天津八里台复校后教职员工自发组织建立的员工子弟学校——柏树小学，1949年南开大学接办后，更名为南开大学员工子弟小学。1952年，南开大学员工子弟小学与国立北洋大学子弟学校祝寿小学合并组建为天津大学南开大学联合员工子弟小学。